# میخائیل کولیوشف
میخائیل کولیوشف (روسی: Михаил Иванович Колюшев؛ ۲۸ آوریل ۱۹۴۳ – ۹ ژوئن ۲۰۲۴) دوچرخه‌سوار اهل اتحاد جماهیر شوروی بود.
وی در مسابقات کشوری و بین‌المللی در مجموع، برندهٔ ۲ مدال طلا و ۱ مدال برنز شده‌‌بود.
کولیوشف در ۹ ژوئن ۲۰۲۴، در سن ۸۱ سالگی درگذشت. 